# Bombyx de Millière
Poecilocampa alpina
Espèce
Le Bombyx de Millière, Poecilocampa alpina, est une espèce de lépidoptères (papillons) de la famille des Lasiocampidae.
- Synonyme : Poecilocampa canensis (Millière, 1875)
- Répartition : sud de la France, péninsule Ibérique, sud des Alpes, Italie, Sicile.
- Envergure du mâle : de 16 à 19 mm.
- Période de vol : d’octobre à janvier.
- Habitat : bois.
- Plantes-hôtes : feuillus et surtout mélèze.

## Source
- P.C. Rougeot, P. Viette, Guide des papillons nocturnes d'Europe et d'Afrique du Nord, Delachaux et Niestlé, Lausanne 1978.